# 乌鲁萨尔主义
乌鲁萨尔主义（直译：民族主义）是一种世俗主义意识形态，被用来描述凱末爾主義左翼民族主义者。持有这种观点的人一般也认同国家主义。代表人物为阿提拉·伊尔汗、穆姆塔兹·索伊萨尔和多乌·佩林切克（爱国党主席）。